# Rhopalomyia palearum
Rhopalomyia palearum is een muggensoort uit de familie van de galmuggen (Cecidomyiidae). De wetenschappelijke naam van de soort is voor het eerst geldig gepubliceerd in 1890 door Jean-Jacques Kieffer.
Deze muggensoort is monofaag en parasiteert enkel wilde bertram (Achillea ptarmica).